# Hastings River
Hastings River är ett vattendrag i Australien. Det ligger i delstaten New South Wales, i den sydöstra delen av landet, omkring 310 kilometer nordost om delstatshuvudstaden Sydney. Arean är 30 kvadratkilometer.
I omgivningarna runt Hastings River växer huvudsakligen savannskog. Runt Hastings River är det glesbefolkat, med 17 invånare per kvadratkilometer. Genomsnittlig årsnederbörd är 1 846 millimeter. Den regnigaste månaden är februari, med i genomsnitt 373 mm nederbörd, och den torraste är september, med 34 mm nederbörd.